# Piotr Sawicki (karateka)
Piotr Sawicki (ur. 25 lipca 1974 w Białymstoku) – polski karateka kyokushin, członek polskiej kadry narodowej w karate kyokushin, mistrz świata (jako jedyny nie-Japończyk) z Tokio z 1997.

## Życiorys
Prezes Białostockiego klubu Sport Club Karate Białystok.
Jeden z najwybitniejszych polskich karateków stylu Kyokushin. W 1997 roku zdobył Mistrzostwo Świata w Tokio. Był czterokrotnym Mistrzem Europy w latach 1996, 1997, 1998, 2000.
Obecnie Shihan Piotr Sawicki posiada 6 Dan oraz jest przedstawicielem International Kyokushin Organization Nakamura jako Branch Chief (dyrektor oddziału) w Polsce.
Brał udział w grze komputerowej 
Ichigeki na PlayStation jako bohater walki wręcz, karate.

## Wyniki
- 1993 III miejsce Mistrzostwa Polski – Częstochowa
- 1994 II miejsce Mistrzostwa Polski - Kielce
- 1995 II miejsce Mistrzostwa Europy - Bukareszt
- 1996 I miejsce Mistrzostwa Europy - Valos
- 1997 I miejsce Mistrzostwa Europy - Gdańsk
- 1997 I miejsce Mistrzostwa Świata - Tokio
- 1998 I miejsce Mistrzostwa Europy - Saragosa
- 2000 I miejsce Mistrzostwa Europy - Porto
- 2000 I miejsce Mistrzostwa Ameryki Północnej

## Odznaczenia
- Odznaka Ministra Sportu „Za zasługi dla Sportu”
- Złota (1996, 1997, 1998)
- Srebrna (1995)